# الأقاليم الشمالية الغربية
الأراضي الشمالية الغربية في كندا استغلت هذه المنطقة شركة خليج هدسن، وشركة شمال غربي كندا (شركة مونتريال) في القرن السابع عشر الميلادي، وأضيفت للاتحاد في سنة (1298هـ -1880 م)، كما أضيفت الجزر القطبية الشمالية للاتحاد في سنة (1398 هـ -1880 م)، وتبلغ مساحتها (3,379,700) كيلو متر مربع، وعدد سكانها في سنة (1401 هـ-1981م) 45,741 نسمة نصفهم من الأسكيمو، وعاصمتها مدينة فوربيشرياي، وأهم مدنها إنوفيك وهي من أهم مراكز الاستيطان في المقاطعات الشمالية ثم مدينة فورث سميث ومدينة هاي رفر.
الأقاليم الشمالية الغربية، جزء من العمر الإقليم الشمالي الغربي دخلت الاتحاد الكندي في 15 يوليو 1870. ومنذ ذلك الحين، تم تقسيم الإقليم أربع مرات لإنشاء مقاطعات وأقاليم جديدة أو توسيع الأقاليم القائمة. حدودها الحالية تعود إلى 1 أبريل 1999، عندما انخفض حجم الإقليم مرة أخرى من خلال إنشاء إقليم جديد من نونافوت إلى الشرق من خلال قانون نونافوت واتفاقية مطالبات الأراضي في نونافوت. في حين نونافوت هو في الغالب القطب الشمالي التندرا المناطق الشمالية الغربية لديها مناخ أكثر دفئا قليلا وكلاهما الغابات الشمالية (التايغا) والتندرا، ومعظم المناطق الشمالية تشكل جزءا من أرخبيل القطب الشمالي.
يحدها الأقاليم الشمالية الغربية من قبل إقليمين آخرين في كندا، نونافوت إلى الشرق، يوكون إلى الغرب من محافظات كولومبيا البريطانية، ألبرتا، وساسكاتشوان إلى الجنوب، مانيتوبا إلى الجنوب الشرقي (الاستطلاعات التاريخية غير مؤكدة) في فور كورنرز بما في ذلك نونافوت وساسكاتشوان. مساحة الأراضي في الأقاليم الشمالية الغربية واسعة بما يكفي لتكون مساوية تقريبا لفرنسا والبرتغال وإسبانيا مجتمعة، على الرغم من أن مساحتها الإجمالية هي مجاملة أكبر من بحيراتها الشاسعة التي تتجمد في الشتاء.

## أصل التسمية
الاسم وصفي، تبنته الحكومة البريطانية خلال الحقبة الاستعمارية للإشارة إلى المكان الذي تكمن فيه فيما يتعلق ببقية أرض روبرت. يتم اختصاره من الإقليم الشمالي الغربي، الذي أصبح مصطلح الأقاليم الشمالية الغربية (انظر #التاريخ).
في الإينكتيتت الأقاليم الشمالية الغربية يشار إلى Nunatsiaq (الإينكتيتت syllabics ᓄᓇᑦᓯᐊᖅ)، «أرض جميلة». المنطقة الشمالية من الإقليم هي موطن ل Inuvialuit, الذين يعيشون في المقام الأول في منطقة مستوطنة (Inuvialuit)، في حين يسمى الجزء الجنوبي دينينده (أ) لغة أثاباسكان معنى كلمة «أرضنا»). دينينده هو البلد دين واسعة، تمتد من وسط ألاسكا ل خليج هدسون، التي تقع في أوطان العديد من الدول دين.
كان هناك بعض النقاش حول تغيير اسم الأقاليم الشمالية الغربية بعد انشقاق نونافوت، وربما إلى مصطلح من لغة السكان الأصليين. كان أحد المقترحات هو «دينينده»، كما دعا إليه رئيس الوزراء السابق ستيفن كاكفوي، من بين أمور أخرى. واحدة من المقترحات الأكثر شعبية لاسم جديد لتسمية الأراضي «بوب» بدأت كمزحة، ولكن لفترة من الوقت كان في أو بالقرب من أعلى في استطلاعات الرأي العام.
في النهاية، أظهر استطلاع للرأي أجري قبل التقسيم أنه لا يزال هناك دعم قوي للحفاظ على اسم «الأقاليم الشمالية الغربية». يمكن القول إن هذا الاسم أصبح أكثر ملاءمة بعد التقسيم مما كان عليه عندما امتدت الأراضي إلى المناطق الشمالية الوسطى والشمالية الشرقية في كندا.

## الجغرافيا
يقع الإقليم في شمال كندا، ويحده إقليمان آخران في كندا، يوكون إلى الغرب ونونافوت إلى الشرق، فضلا عن ثلاث مقاطعات: كولومبيا البريطانية إلى الجنوب الغربي، ألبرتا وساسكاتشوان إلى الجنوب. ربما يلتقي مانيتوبا في فور كورنرز إلى أقصى الجنوب الشرقي، على الرغم من أن الدراسات الاستقصائية لم تكتمل لمعالجة التناقضات الطفيفة في الدراسات الاستقصائية التاريخية. لديها مساحة أرض 1,183,085 كيلومتر مربع (456,792 ميل2).
السمات الجغرافية تشمل بحيرة الدب العظيم، أكبر بحيرة تماما داخل كندا، وكبيرة الرقيق بحيرة، أعمق جسم مائي في أمريكا الشمالية في 614 متر (2,014 قدم) وكذلك نهر ماكنزي والأخاديد من محمية ناهاني الوطنية، أ الحديقة الوطنية AND UNESCO موقع التراث العالمي. الإقليمية الجزر في أرخبيل القطب الشمالي الكندي تشمل جزيرة بانكس، جزيرة بوردن، جزيرة الأمير باتريك وأجزاء من جزيرة فيكتوريا وجزيرة ميلفيل. أعلى نقطة هي جبل السكينة بالقرب من الحدود مع يوكون على ارتفاع 2,773 متر (9,098 قدم).

## المناخ
تمتد الأقاليم الشمالية الغربية لأكثر من 1,300,000 كيلومتر مربع (500,000 ميل2) ولها متغير مناخي كبير من الجنوب إلى الشمال. الجزء الجنوبي من الإقليم (معظم جزء البر الرئيسي) لديه المناخ شبه القطبي، في حين أن الجزر والساحل الشمالي لديها المناخ القطبي.
الصيف في الشمال قصير وبارد، ويتميز بارتفاعات نهارية تتراوح بين 14 و 17 درجة مئوية (57-63 درجة فهرنهايت) والانخفاضات من 1-5 درجة مئوية (34-41 °F). الشتاء طويل وقاس، مع ارتفاعات نهارية −20 إلى −25 °م (−4 إلى −13 °ف) والانخفاضات −30 إلى −35 °م (−22 إلى −31 °ف). أبرد الليالي تصل عادة −40 إلى −45 °م (−40 إلى −49 °ف) في كل عام.
النقيضين شائعة مع ارتفاعات الصيف في الجنوب تصل 36 °م (97 °ف) والانخفاضات تصل إلى أدناه 0 °م (32 °ف). في فصل الشتاء في الجنوب، ليس من غير المألوف أن تصل درجات الحرارة إلى −40 °م (−40 °ف)، ولكن يمكن أن تصل أيضا إلى المراهقين منخفضة خلال النهار. في الشمال، يمكن أن تصل درجات الحرارة إلى أعلى مستوياتها 30 °م (86 °ف)، والانخفاضات في السلبيات منخفضة. في فصل الشتاء في الشمال ليس من غير المألوف بالنسبة درجات الحرارة لتصل إلى −50 °م (−58 °ف) ولكن يمكنهم أيضا الوصول إلى أرقام مفردة خلال النهار.
العواصف الرعدية ليست نادرة في الجنوب. في الشمال فهي نادرة جدا ولكن لا تحدث. الأعاصير نادرة للغاية ولكنها حدثت مع أبرز واحد يحدث خارج يلونايف التي دمرت برج الاتصالات. تتمتع المنطقة بمناخ جاف إلى حد ما بسبب الجبال في الغرب.
حوالي نصف الأراضي فوق خط الأشجار. لا توجد العديد من الأشجار في معظم المناطق الشرقية من الإقليم، أو في الجزر الشمالية.
| متوسط درجات الحرارة القصوى والدنيا اليومية لمدن مختارة في الأقاليم الشمالية الغربية | متوسط درجات الحرارة القصوى والدنيا اليومية لمدن مختارة في الأقاليم الشمالية الغربية | متوسط درجات الحرارة القصوى والدنيا اليومية لمدن مختارة في الأقاليم الشمالية الغربية | متوسط درجات الحرارة القصوى والدنيا اليومية لمدن مختارة في الأقاليم الشمالية الغربية | متوسط درجات الحرارة القصوى والدنيا اليومية لمدن مختارة في الأقاليم الشمالية الغربية |
| المدينة                                                                             | يوليو (°C)                                                                          | يوليو (°F)                                                                          | يناير (°C)                                                                          | يناير (°F)                                                                          |
| ----------------------------------------------------------------------------------- | ----------------------------------------------------------------------------------- | ----------------------------------------------------------------------------------- | ----------------------------------------------------------------------------------- | ----------------------------------------------------------------------------------- |
| فورت سيمبسون                                                                        | 24/11                                                                               | 75/52                                                                               | −20/−29                                                                             | −4/−19                                                                              |
| يلونايف                                                                             | 21/13                                                                               | 70/55                                                                               | −22/−30                                                                             | −7/−21                                                                              |
| إينوفيك                                                                             | 20/9                                                                                | 67/48                                                                               | −23/−31                                                                             | −9/−24                                                                              |
| ميناء ساكس                                                                          | 10/3                                                                                | 50/38                                                                               | −24/−32                                                                             | −12/−25                                                                             |

## التاريخ

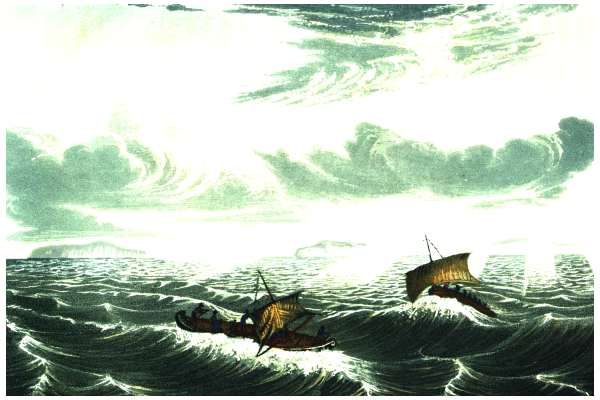
أعضاء مدرستي الحملة اشتعلت عاصفة في تتويج الخليج أغسطس 1821

مناخ كوبن أنواع في الأقاليم الشمالية الغربية

قبل وصول الأوروبيين، وعدد من الأمم الأولى والإنويت احتلت المنطقة التي أصبحت الأراضي الشمالية الغربية. وتشمل مجموعات الإنويت كاريبو، الوسطى، والنحاس. تشمل مجموعات الأمم الأولى دان زا (بيفر), شيبيويان، تحلتان سكاني، سلافي، ويلونايفز
في 1670 شركة خليج هدسون تم تشكيل شركة خليج هدسون من ميثاق ملكي، وتم منحه احتكارا تجاريا أرض روبرت. وضعت الأقاليم الشمالية الغربية الحالية شمال غرب أرض روبرت، وكان يعرف باسم الإقليم الشمالي الغربي. على الرغم من أنها ليست رسميا جزءا من أرض روبرت، إلا أن شركة خليج هدسون استخدمت المنطقة بانتظام كجزء من منطقتها التجارية. ال معاهدة أوترخت رأى أصبح البريطانيون القوة الأوروبية الوحيدة مع الوصول العملي إلى الإقليم الشمالي الغربي، مع تسليم الفرنسيين مطالبتهم بساحل خليج هدسون.
وقد زار الأوروبيون المنطقة لأغراض الفراء التداول، واستكشاف طرق تجارية جديدة، بما في ذلك الممر الشمالي الغربي. وتشمل البعثات القطب الشمالي التي بدأت في القرن ال19 مدرستي الحملة.
في عام 1867، تم افتتاح أول مدرسة سكنية كندية في المنطقة في قرار فورت. تبع افتتاح المدرسة عدة مدارس أخرى في مناطق في جميع أنحاء الإقليم، مما ساهم في وصولها إلى أعلى نسبة من الطلاب في المدارس الداخلية مقارنة بالمنطقة الأخرى في كندا.

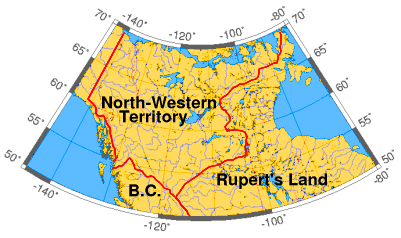
خريطة الإقليم الشمالي الغربي وأرض روبرت ، 1859

أصبحت الأراضي الحالية تحت سلطة حكومة كندا في يوليو 1870، بعد أن نقلت شركة خليج هدسون أراضي روبرت والمنطقة الشمالية الغربية إلى التاج البريطاني، والتي نقلتها لاحقًا إلى كندا، وأعطتها اسم الشمال. الأقاليم الغربية. تضم هذه المنطقة الشاسعة كل كندا اليوم باستثناء كولومبيا البريطانية، والشكل المبكر لمانيتوبا (منطقة مربعة صغيرة حول وينيبيغ)، وأشكال مبكرة من أونتاريو الحالية وكيبيك (ساحل البحيرات العظمى، ووادي نهر سانت لورانس والجنوب. ثلث كيبيك الحديثة)، جزر ماريتيم (نوفا سكوشا، جزيرة الأمير إدوارد ونيو برونزويك)، نيوفاوندلاند، ساحل لابرادور، وجزر القطب الشمالي (باستثناء النصف الجنوبي من جزيرة بافين).  
بعد نقل عام 1870، تم تلاشي بعض الأقاليم الشمالية الغربية. تم توسيع مقاطعة مانيتوبا في عام 1881 إلى منطقة مستطيلة تتكون من جنوب المقاطعة الحديثة. بحلول الوقت الذي انضمت فيه كولومبيا البريطانية إلى الاتحاد في 20 يوليو 1871، كانت قد حصلت بالفعل (1866) على جزء من الإقليم الشمالي الغربي جنوب 60 درجة شمالًا وغربًا من 120 درجة غربًا، وهي منطقة تضم معظم أقاليم ستيكين.
بعد تمرد الشمال الغربي عام 1885 تم إنشاء مجلس أقاليم الشمال الغربي في عام 1887 للحكومة الإقليمية لكندا غرب مقاطعة مانيتوبا. أعيد تنظيم المجلس في عام 1888 باسم الجمعية التشريعية للأقاليم الشمالية الغربية. فريدريك هولتين، محامي من أونتاريو عمل في فورت ماكلويد من عام 1884، أصبح رئيسًا لها في عام 1891 ورئيس الوزراء عندما أعيد تنظيم الجمعية في عام 1897. تم إنشاء مقاطعات ساسكاتشوان وألبرتا الحديثة في عام 1905. تظهر السجلات المعاصرة أن هالتين أوصى بأن تصبح الاقاليم الشمالية الغربية مقاطعة واحدة، تسمى بيوفلو، لكن الحكومة الكندية للسير ويلفريد لوريير تصرفت بطريقة أخرى.
في غضون ذلك، تم توسيع مقاطعة أونتاريو باتجاه الشمال الغربي في عام 1882. امتدت كيبيك أيضًا شمالًا في عام 1898. تم جعل يوكون منطقة منفصلة في ذلك العام، بسبب كلوندايك جولد راش، لتحرير حكومة الأقاليم الشمالية الغربية في ريجينا من عبء معالجة المشاكل الناجمة عن الازدهار المفاجئ في عدد السكان والنشاط الاقتصادي، وتدفق غير - الكنديون.  بعد عام واحد من إنشاء مقاطعات ألبرتا وساسكاتشوان في عام 1905، أعاد البرلمان الكندي تسمية «الأقاليم الشمالية الغربية» باسم الأقاليم الشمالية الغربية، متجاهلًا جميع أشكالها الموصولة. 
حصلت مانيتوبا وأونتاريو وكيبيك على آخر إضافة إلى أراضيها الحديثة من الأقاليم الشمالية الغربية في عام 1912. ترك هذا فقط مناطق ماكنزي وفرانكلين (التي استوعبت بقايا أونجافا في عام 1920) وكيواتين ضمن ما كان يُطلق عليه اسم الأقاليم الشمالية الغربية. في عام 1925، تم توسيع حدود الأقاليم الشمالية الغربية على طول الطريق إلى القطب الشمالي وفقًا لمبدأ القطاع، مما أدى إلى توسيع أراضيها إلى الغطاء الجليدي الشمالي. بين عامي 1925 و1999، غطت الأقاليم الشمالية الغربية مساحة 3,439,296 كيلومتر مربع (1,327,920 ميل2)
في 1 أبريل 1999، تم تشكيل إقليم نونافوت منفصل من الأقاليم الشمالية الغربية الشرقية لتمثيل شعب الإنويت.

## الديموغرافيا
الأقلية المرئية والهوية الأصلية (2016):
وفقًا للإحصاء الكندي لعام 2016، كانت المجموعات العرقية العشر الرئيسية هي:
الأمم الأولى - 36.8٪
كنديين - 18.6٪
الإنجليزيين - 15.9٪
الاسكتلنديون - 14.8٪
إيرلنديون - 12.3٪
الإنويت - 10.9٪
الفرنسيين - 10.3٪
الألمانيين - 8.3٪
ميتيس - 7.1٪
الأوكرانيين - 3.1٪

## اللغات

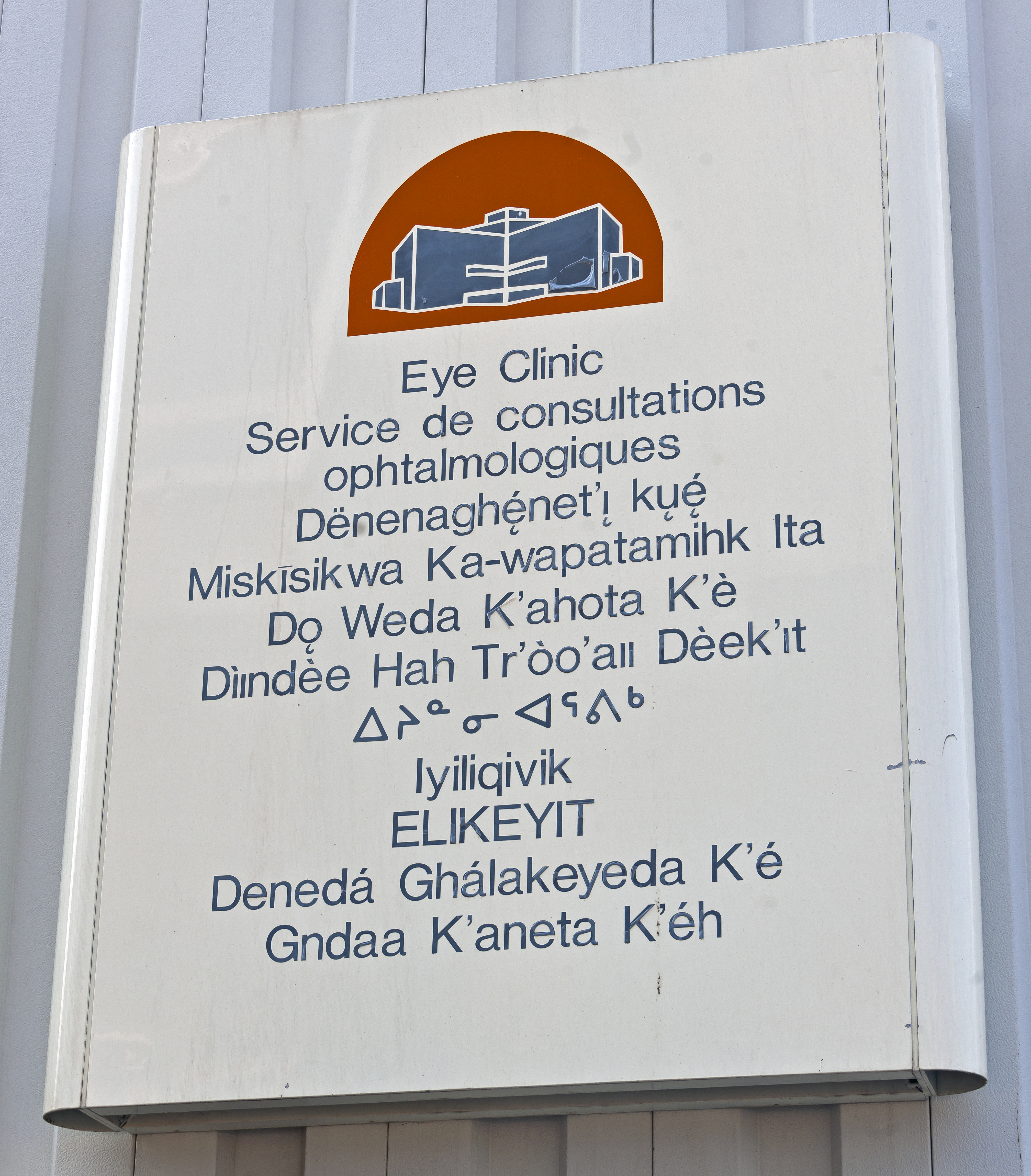
قم بالتوقيع للحصول على عيادة عيون في يلونايف بجميع اللغات الإقليمية الرسمية البالغ عددها 11 لغة

أصبحت الفرنسية لغة رسمية في عام 1877 من قبل حكومة الإقليم. بعد نقاش طويل ومرير نتج عن خطاب من العرش في عام 1888 من قبل الملازم الحاكم جوزيف رويال، صوّت أعضاء اليوم في أكثر من مناسبة لإلغاء ذلك وجعل اللغة الإنجليزية هي اللغة الوحيدة المستخدمة في الجمعية. بعد بعض الصراع مع الحكومة الكونفدرالية في أوتاوا، وتصويت حاسم في 19 يناير 1892، صوّت أعضاء الجمعية لصالح إقليم باللغة الإنجليزية فقط.
حاليًا، يعترف قانون اللغات الرسمية في الأقاليم الشمالية الغربية باللغات الرسمية الإحدى عشرة التالية:
- شيبويان / دينيه
- لغة كري
- اللغة الإنجليزية
- اللغة الفرنسية
- لغة جوتشيو
- إينوينقتون
- إينكتيتوت
- Inuvialuktun
- شمال سلافي
- جنوب سلافي
- تويتشو (دوجريب)

يحق لسكان الأقاليم الشمالية الغربية استخدام أي من اللغات المذكورة أعلاه في محكمة إقليمية، وفي مناقشات وإجراءات الهيئة التشريعية. ومع ذلك، فإن القوانين ملزمة قانونًا فقط في نسختها الفرنسية والإنجليزية، وتنشر حكومة الأقاليم الشمالية الغربية القوانين والوثائق الأخرى باللغات الرسمية الأخرى للإقليم فقط عندما يطلب التشريع ذلك. علاوة على ذلك، يقتصر الوصول إلى الخدمات بأي لغة على المؤسسات والظروف التي يوجد فيها طلب كبير على تلك اللغة أو حيث يكون من المعقول توقع ذلك نظرًا لطبيعة الخدمات المطلوبة. من الناحية العملية، تتوفر خدمات اللغة الإنجليزية عالميًا، وليس هناك ما يضمن أن اللغات الأخرى، بما في ذلك الفرنسية، سيتم استخدامها من قبل أي خدمة حكومية معينة، باستثناء المحاكم.
أظهرت نتائج التعداد السكاني لعام 2016 أن عدد السكان يصل إلى 41786 نسمة. من بين 40565 إجابة فردية على سؤال التعداد فيما يتعلق بـ «اللغة الأم» لكل ساكن، كانت أكثر اللغات التي تم الإبلاغ عنها هي التالية (تشير الأحرف المائلة إلى لغة رسمية في الاقاليم الشمالية الغربية):
| 1  | إنجليزي                       | 31765 | 78.3٪ |
| 2  | دوجريب (Tłı̨chǫ)               | 1600  | 3.9٪  |
| 3  | فرنسي                         | 1175  | 2.9٪  |
| 4  | جنوب سلافي                    | 775   | 1.9٪  |
| 5  | شمال سلافي                    | 745   | 1.8٪  |
| 6  | تاغالوغ                       | 745   | 1.8٪  |
| 7  | إينوينقتون                    | 470   | 1.1٪  |
| 8  | واد                           | 440   | 1.1٪  |
| 9  | Slavey (غير محدد بطريقة أخرى) | 175   | 0.4٪  |
| 10 | جويتشين                       | 140   | 0.3٪  |
| 11 | كري                           | 130   | 0.3٪  |

كما كان هناك 630 إجابة باللغتين الإنجليزية و «لغة غير رسمية»؛ 35 من كل من الفرنسية و «لغة غير رسمية»؛ 145 من اللغتين الإنجليزية والفرنسية، وحوالي 400 شخص إما لم يردوا على السؤال، أو أبلغوا عن عدة لغات غير رسمية، أو قدموا بعض الإجابات الأخرى التي لا يمكن حصرها. (الأرقام المعروضة تتعلق بعدد الردود بلغة واحدة والنسبة المئوية لإجمالي الردود بلغة واحدة.) 

## الدين
كانت أكبر الطوائف من حيث عدد الأتباع وفقًا لتعداد عام 2001 هي الروم الكاثوليك بنسبة 16940 (46.7٪)؛ الكنيسة الأنجليكانية الكندية مع 5,510 (14.9٪)؛ وكنيسة كندا المتحدة مع 2230 (6.0٪)، في حين أن إجمالي 6,465 (17.4٪) لم يعلنوا أي دين.

## المدن
| أكبر خمس بلديات من حيث عدد السكان | أكبر خمس بلديات من حيث عدد السكان |
| البلدية                           | عدد السكان 2016                   |
| --------------------------------- | --------------------------------- |
| يلونايف                           | 19.569                            |
| نهر هاي                           | 3,528                             |
| إنوفيك                            | 3,243                             |
| فورت سميث                         | 2542                              |
| بهشوكو                            | 1874                              |

اعتبارًا من عام 2014، هناك 33 مجتمعًا رسميًا في الاقاليم الشمالية الغربية. ويتراوح حجم هذه المناطق من يلونايف التي يبلغ عدد سكانها 19569  إلى كاكيزا التي يبلغ عدد سكانها 36 فردًا. تختلف إدارة كل مجتمع، فبعضها يدار تحت أنواع مختلفة من سيطرة الأمم الأولى، بينما يتم تحديد البعض الآخر كمدينة أو بلدة أو قرية أو قرية صغيرة، لكن معظم المجتمعات هي شركات بلدية. يلونايف هي أكبر مجتمع وتضم أكبر عدد من السكان الأصليين، 4520 (23.4 ٪) من الناس. ومع ذلك، بهشوكو، التي يبلغ عدد سكانها 1,874،  هي أكبر مجتمع للأمم الأولى، 1.696 (90.9 ٪)،  وإينوفيك مع 3243 شخصًا  هو أكبر مجتمع Inuvialuit 1315 (40.5 ٪). توجد محمية هندية واحدة في الاقاليم الشمالية الغربية، محمية نهر هاي، وتقع على الشاطئ الجنوبي لنهر هاي.

## الإقتصاد
في الناتج المحلي الإجمالي كان من الأقاليم الشمالية الغربية 4856000000 دولار كندي في عام 2017. تمتلك الأقاليم الشمالية الغربية أعلى نصيب للفرد من الناتج المحلي الإجمالي من بين جميع المقاطعات والأقاليم في كندا، حيث بلغ إجمالي الناتج المحلي الإجمالي 76000 دولار كندي في عام 2009.

### التعدين
تشمل الموارد الجيولوجية لـ الأقاليم الشمالية الغربية الذهب والألماس والغاز الطبيعي والبترول. بي بي هي شركة النفط الوحيدة التي تنتج النفط حاليا في الإقليم. يتم الترويج لألماس الأقاليم الشمالية الغربية كبديل لشراء الماس الدموي. تقوم اثنتان من أكبر شركات الموارد المعدنية في العالم، BHP وريو تنتو باستخراج العديد من الألماس من الأقاليم الشمالية الغربية. في عام 2010 استحوذت الأقاليم الشمالية الغربية على 28.5٪ من إجمالي إنتاج الأل
لماس في Rio Tinto (3.9 مليون قيراط، 17٪ أكثر من عام 2009، من منجم ديافيك الماسي 100٪ من BHP's (3.05 مليون قيراط من منجم إيكاتي الماسي

. أنتج منجم إلدورادو اليورانيوم لمشروع مانهاتن، بالإضافة إلى الراديوم والفضة والنحاس (لاستخدامات أخرى).

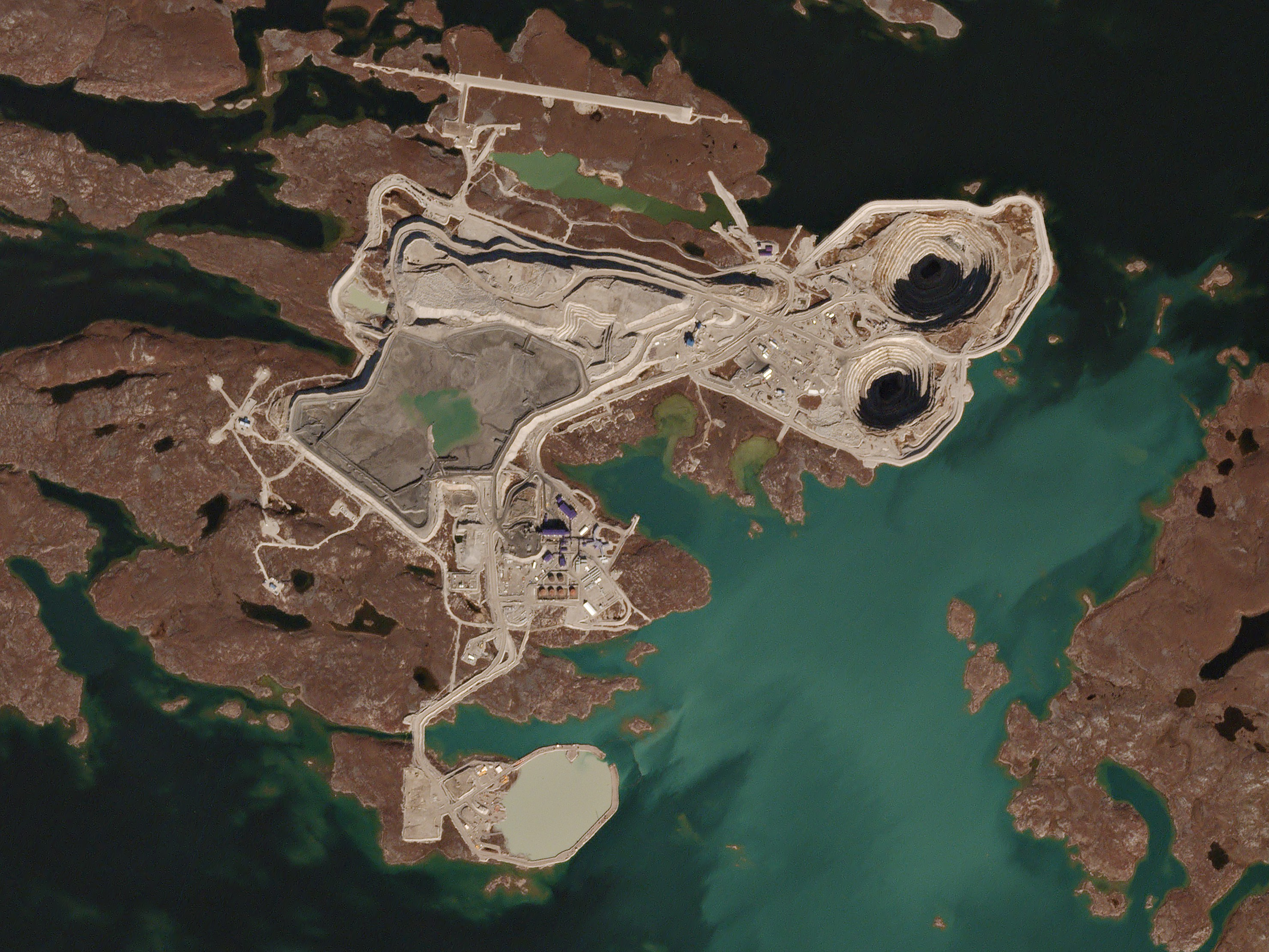
منظر جوي لمنجم ديافيك للماس في منطقة الرقيق الشمالية

منجم الدورادو - 1933-1940، 1942-1960، 1976-1982 (الراديوم واليورانيوم والفضة والنحاس)
منجم كون - 1938-2003 (ذهب)
Negus Mine - 1939-1952 (ذهب)
بترميجان وتوم ماين - 1941-1942، 1986-1997 (ذهب)
منجم طومسون لوندمارك - 1941-1943، 1947-1949 (ذهب)
منجم عملاق - 1948-2004 (ذهب)
منجم الاكتشاف - 1950-1969 (ذهب)
منجم Rayrock - 1957–1959 (اليورانيوم)
منجم كاملارين - 1962-1963، 1980-1981 (ذهب)
منجم كانتونغ - 1962-1986، 2002-2003، 2005-2015 (تنجستن)
مناجم Echo Bay - 1964-1975 (الفضة والنحاس)
منجم باين بوينت - 1964-1988 (الرصاص والزنك)
منجم التندرا - 1964-1968 (ذهب)
منجم تيرا - 1969-1985 (فضة ونحاس)
منجم سالميتا - 1983-1987 (ذهب)
منجم كولوماك - 1990-1992، 1994-1997 (ذهب)
منجم إيكاتي الماسي - 1998 - الحالي (ألماس)
Diavik Diamond Mine - 2003 - حتى الآن (الماس)
منجم سناب ليك الماسي - 2007-2015 (ألماس)

### السياحة
وهيَ حديقة وطنية كنديَّة تقع في شمال شرق ولاية ألبرتا وجنوب الإقليم الشمالي الغربي، وهي أكبر حدائق كندا الوطنيَّة بمساحتها البالغة 44,807 كيلومترات مربَّعة. تأسست الحديقة في عام 1922 لحماية أكبر قطيع متبقٍ في العالم وحر التجوال لبيسون الغابات، والذي تقدر أعداده حالياً بأكثر من 5,000 رأس، كما أنها تأوي موقع التعشيش الوَحيد المعروف للكركيّ الناعق.

يَتراوح ارتفاع منطقة حديقة جاموس الغابات الوطنية عن مستوى البحر من 183 متراً عند «نهر الجاموس الصَّغير» إلى 945 متراً عندَ قمم «جبال كاريبو». وهيَ تحوي واحدة من أكبر دلتات الماء العذب في العالم، والتي تسمَّى «دلتا بيس-أتاباسكا»، وقد كوَّنتها أنهار بيس وأتاباسكا وبيرتش. وتشتهر الحديقة أيضاً بثقوب الكارست الأرضيَّة فيها الوَاقعة بالجزء الشماليِّ الشرقي منها. ويَقع مركز الحديقة الرئيسيِّ في فورت سميث، بالإضافة إلى مكتب تابع صغير في فورت تشابيويان.

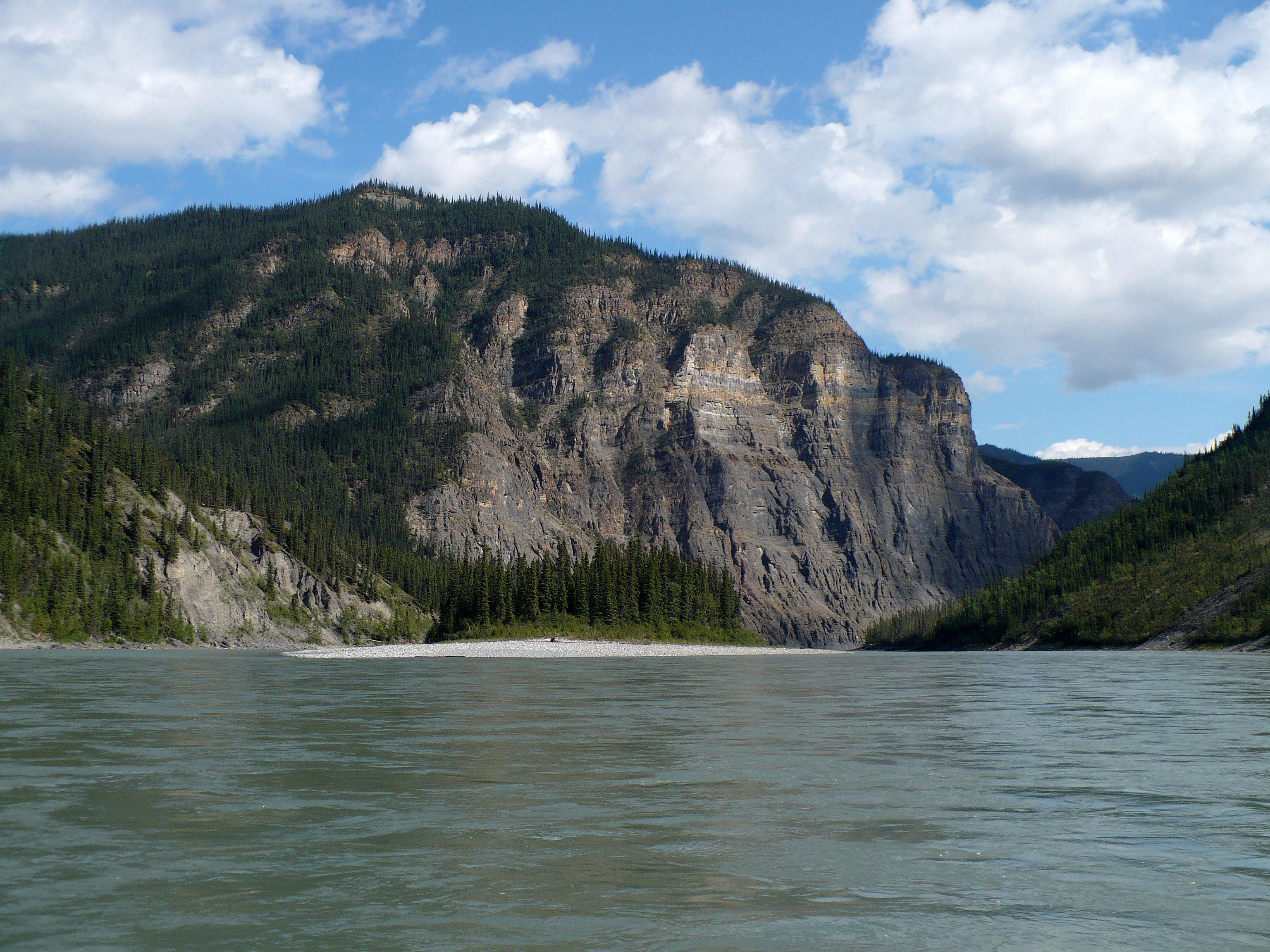
محمية منتزه نهاني الوطنية ، واحدة من العديد من المتنزهات والمحميات الوطنية في الأقاليم الشمالية الغربية

خلال فصل الشتاء، يذهب العديد من الزوار الدوليين إلى يلونايف لمشاهدة الشفق القطبي. تقع خمس مناطق تديرها باركس كندا داخل الإقليم. تقع حديقة أولافيك الوطنية وحديقة توكتوت نوجيت الوطنية في الجزء الشمالي من الأقاليم الشمالية الغربية. تقع أجزاء من منتزه وود بوفالو الوطني داخل الأقاليم الشمالية الغربية، على الرغم من أن معظمها يقع في ألبرتا المجاورة. تدير باركس كندا أيضًا محميتين من المنتزهات، محمية منتزه Náts'ihch'oh الوطنية، ومحمية منتزه ناهاني الوطنية.

## الحكومة

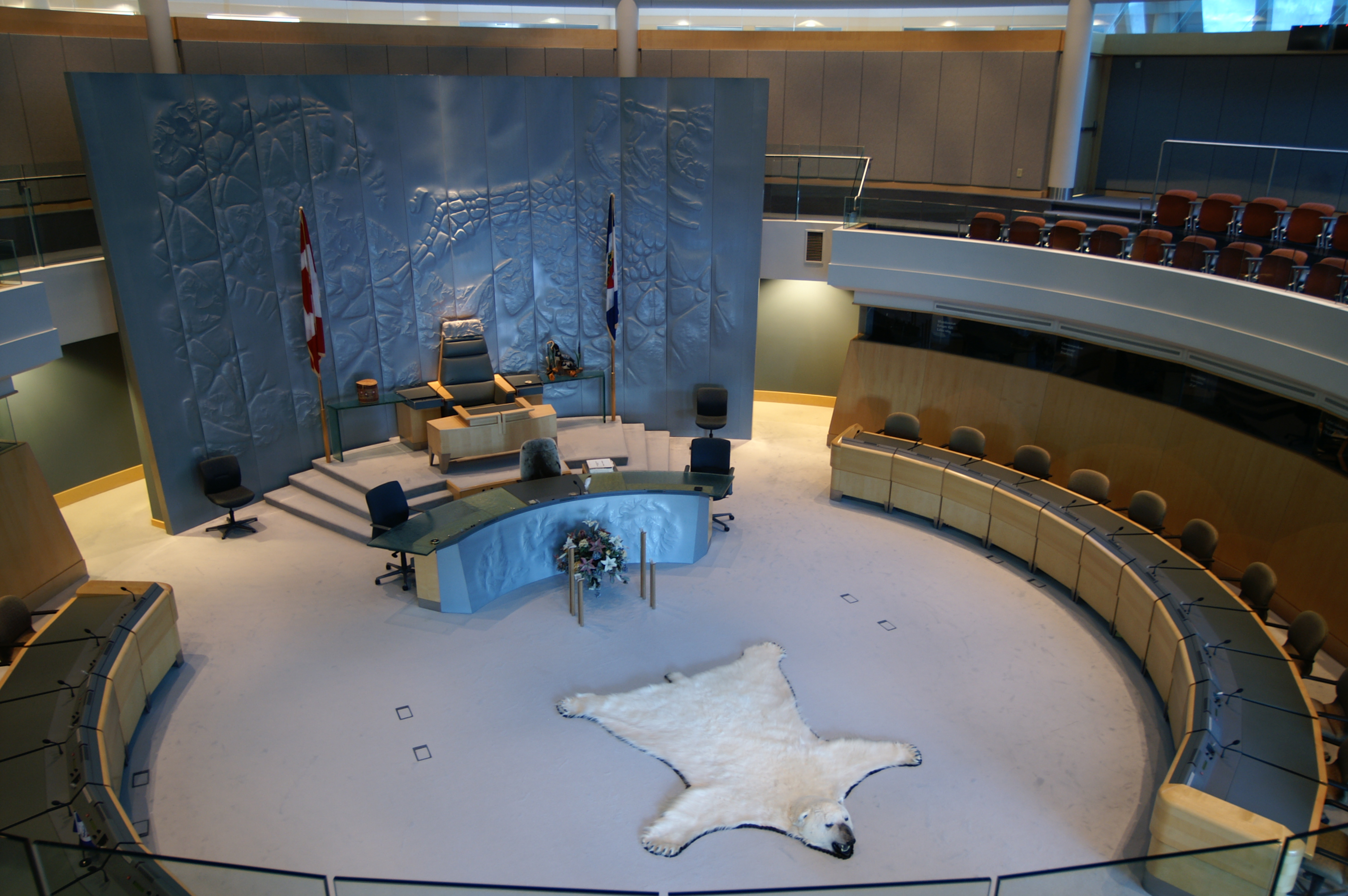
غرفة المبنى التشريعي للأقاليم الشمالية الغربية

كإقليم، تتمتع الأقاليم الشمالية الغربية بحقوق أقل من المقاطعات. خلال فترة ولايته، دفع رئيس الوزراء ككفوي إلى جعل الحكومة الفيدرالية تمنح المزيد من الحقوق للإقليم، بما في ذلك الحصول على حصة أكبر من عائدات الموارد الطبيعية للإقليم. كان تفويض السلطات إلى الإقليم قضية في الانتخابات العامة العشرين في عام 2003، وكان منذ أن بدأت المنطقة في انتخاب الأعضاء في عام 1881.
مفوض الأقاليم الشمالية الغربية هو الرئيس التنفيذي ويتم تعيينه من قبل الحاكم في مجلس كندا بناءً على توصية من الوزير الاتحادي لشؤون السكان الأصليين والتنمية الشمالية . كان المنصب أكثر إداريًا وحكوميًا، ولكن مع نقل المزيد من السلطات إلى المجلس المنتخب منذ عام 1967، أصبح المنصب رمزيًا. كان للمفوض سلطات حكومية كاملة حتى عام 1980 عندما مُنحت الأراضي مزيدًا من الحكم الذاتي. ثم بدأ المجلس التشريعي في انتخاب مجلس الوزراء وزعيم الحكومة ، الذي عُرف فيما بعد باسم رئيس الوزراء. منذ عام 1985، لم يعد المفوض يرأس اجتماعات المجلس التنفيذي (أو مجلس الوزراء)، وأصدرت الحكومة الفيدرالية تعليمات للمفوضين بالتصرف مثل نائب محافظ إقليمي. على عكس نواب المحافظين، فإن مفوض الأقاليم الشمالية الغربية ليس ممثلًا رسميًا لملكة كندا
على عكس حكومات المقاطعات وحكومة يوكون، ليس لدى حكومة الأقاليم الشمالية الغربية أحزاب سياسي، باستثناء الفترة ما بين 1898 و 1905. إنها حكومة توافقية تسمى الجمعية التشريعية. تتكون هذه المجموعة من عضو واحد منتخب من كل دائرة انتخابية من تسع عشرة دائرة انتخابية. بعد كل انتخابات عامة، ينتخب المجلس الجديد رئيس الوزراء ورئيس مجلس النواب بالاقتراع السري. كما تم اختيار سبعة وزراء من MLAs كوزراء، ويشكل الباقون المعارضة.
تم تحديد عضوية الجمعية التشريعية الحالية في الانتخابات العامة للأقاليم الشمالية الغربية لعام 2019 في 1 أكتوبر 2019. تم اختيار كارولين كوكران لتكون رئيسة الوزراء الجديدة في 24 أكتوبر 2019.
عضو البرلمان عن الأقاليم الشمالية الغربية هو مايكل ماكليود (الحزب الليبرالي). مفوضة الأقاليم الشمالية الغربية هي مارجريت ثوم .
في البرلمان الكندي، تتألف الأقاليم الشمالية الغربية من قسم واحد في مجلس الشيوخ ودائرة انتخابية واحدة في مجلس العموم، تسمى الأقاليم الشمالية الغربية (القطب الشمالي الغربي حتى 2014).

## المناطق الإدارية

المناطق الإدارية للأقاليم الشمالية الغربية

الأقاليم الشمالية الغربية مقسمة إلى خمس مناطق إدارية (المكاتب الإقليمية بين قوسين):
منطقة دهشو (فورت سيمبسون)
منطقة إينوفيك (إنوفيك)
منطقة الرقيق الشمالية (يلونايف وبيتشوكو مكتب فرعي)
منطقة ساهتو (نورمان ويلز)
منطقة الرقيق الجنوبية (فورت سميث وهاي ريفر مكتب فرعي)

### الإدارات
تتألف حكومة الأقاليم الشمالية الغربية من الإدارات التالية:
التعليم والثقافة والعمل
البيئة والموارد الطبيعية
الشؤون التنفيذية والشعوب الأصلية
تمويل
الخدمات الصحية والاجتماعية
الصناعة والسياحة والاستثمار
بنية تحتية
عدالة
أراضي
المجلس التشريعي
شؤون البلديات والمجتمع

## الحضارة

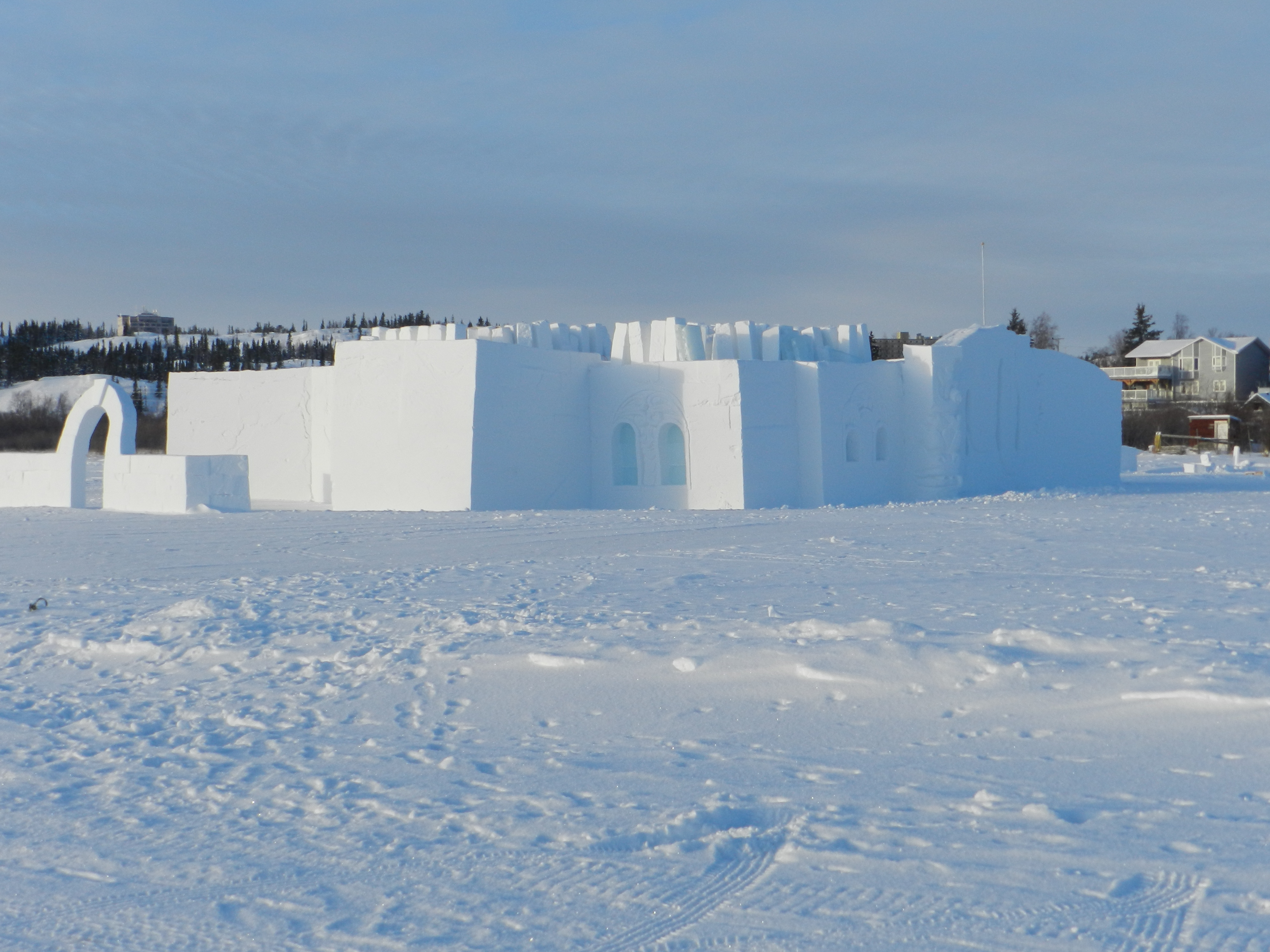
حصن ثلجي في مهرجان Snowking الشتوي السنوي في يلونايف

تشمل قضايا السكان الأصليين في الأقاليم الشمالية الغربية مصير الدين الذين تم توظيفهم في الأربعينيات من القرن الماضي لنقل خام اليورانيوم المشع من المناجم في بحيرة غريت بير. من بين أكثر من ثلاثين عاملاً منجمًا عملوا في موقع ميناء الراديوم، توفي ما لا يقل عن أربعة عشر بسبب أشكال مختلفة من السرطان. تم إجراء دراسة في مجتمع دي لاين، تسمى A Village of Widows بواسطة سيندي كيني جيلداي، والتي أشارت إلى أن عدد الأشخاص المشاركين كان صغيرًا جدًا بحيث لا يمكن تأكيد ارتباط أو رفضه.
كان هناك توتر عنصري على أساس تاريخ من الصراع العنيف بين الدين والإنويت،  الذين اتخذوا الآن الخطوات الأخيرة نحو المصالحة.
بدأت مطالبات الأراضي في الاقاليم الشمالية الغربية باتفاقية Inuvialuit النهائية، الموقعة في 5 يونيو 1984. كانت أول مطالبة ملكية تم توقيعها في الإقليم، والثانية في كندا. وبلغت ذروتها مع إنشاء موطن الإنويت في نونافوت، نتيجة لاتفاقية مطالبات الأراضي في نونافوت، وهي أكبر مطالبة بالأرض في التاريخ الكندي.
أنشأت اتفاقية أخرى لمطالبات الأراضي مع شعب تليشو منطقة داخل الاقاليم الشمالية الغربية تسمى تل يشو، بين الدب الكبير وبحيرات الرقيق الكبرى، والتي تمنح تلجشو هيئاتها التشريعية الخاصة، والضرائب، وإتاوات الموارد، وشؤون أخرى، على الرغم من أن الاقاليم الشمالية الغربية لا تزال تحتفظ بالسيطرة على مجالات مثل الصحة والتعليم. تضم هذه المنطقة اثنين من مناجم الماس الثلاثة في كندا، في إيكاتي وديافيك.

### المهرجانات
من بين المهرجانات في المنطقة مهرجان الفنون الشمالية العظيم، ومهرجان Snowking الشتوي، ومهرجان فولك أون ذا روكس للموسيقى في يلونايف، وروكين ذا روكس.

## وسائل النقل

### الطرق
يوجد في الأقاليم الشمالية الغربية تسعة طرق سريعة مرقمة. الأطول هو طريق ماكنزي السريع ، والذي يمتد من المحطة الشمالية لألبرتا السريع 35 في الجنوب عند حدود ألبرتا - الأقاليم الشمالية الغربية عند خط العرض 60 الموازي لريجلي، الأقاليم الشمالية الغربية في الشمال. تعتبر الطرق الجليدية والطرق الشتوية بارزة أيضًا وتوفر الوصول إلى الطرق في فصل الشتاء إلى البلدات والمناجم التي يمكن أن تكون مواقع طيران. يتفرع طريق يلونايف السريع من طريق ماكنزي السريع ويربطه بـ يلونايف. طريق ديمبستر السريع هو استمرار لطريق كلوندايك السريع . يبدأ من الغرب مباشرة من داوسون سيتي، يوكون ، ويستمر شرقًا لأكثر من 700 كيلومتر (430 ميل) إلى Inuvik. اعتبارًا من عام 2017، يربط طريق Inuvik-Tuktoyaktuk السريع لجميع المواسم Inuvik بالمجتمعات على طول المحيط المتجمد الشمالي كامتداد لطريق ديمستار السريع.
لم يكن لدى يلونايف طريق يصلح لجميع المواسم إلى بقية شبكة الطرق السريعة في كندا حتى الانتهاء من جسر ديه تشو في عام 2012. قبل ذلك ، كانت حركة المرور تعتمد على خدمة العبارات في الصيف والطريق الجليدي في الشتاء لعبور نهر ماكنزي. أصبحت هذه مشكلة خلال فصلي الربيع والخريف عندما لم يكن الجليد سميكًا بما يكفي للتعامل مع حمولة السيارة ولكن العبّارة لم تتمكن من المرور عبر الجليد، الأمر الذي يتطلب نقل جميع البضائع من الوقود إلى البقالة جواً خلال الفترة الانتقالية.

### النقل العام
يلونايف ترانزيت هي وكالة النقل العام في المدينة، وهي نظام النقل الوحيد داخل الأقاليم الشمالية الغربية.

### النقل الجوي
مطار يلونايف هو أكبر مطار في الإقليم من حيث حركة الطائرات والركاب. إنه مطار المدخل إلى الوجهات الأخرى داخل الأقاليم الشمالية الغربية. كمطار لعاصمة الإقليم، فهو جزء من نظام المطارات الوطني. إنها محور العديد من شركات الطيران الإقليمية. الخطوط الجوية الرئيسية التي تخدم وجهات داخل الأقاليم الشمالية الغربية تشمل خطوط بوفالو الجوية، والشمال الكندي، وفيرست إير، وخطوط نورث رايت الجوية .

## أعلام
- فرانسوا بوليو الثاني

## وصلات خارجية
- حكومة الأقاليم الشمالية الغربية
- الأقاليم الشمالية الغربية على مشروع الدليل المفتوح